# Liam Polworth
Liam Polworth (* 12. Oktober 1994 in Inverness) ist ein schottischer Fußballspieler, der beim FC Kilmarnock unter Vertrag steht.

## Karriere

### Verein
Seine Fußballkarriere begann Polworth in seiner Geburtsstadt bei Inverness Caledonian Thistle. Für den Verein gab er als jüngster Spieler in der Vereinsgeschichte sein Debüt als Profi am 11. Mai 2011 im Alter von 16 Jahren und 211 Tagen gegen Hibernian Edinburgh. Mit Inverness konnte er im Jahr 2015 den schottischen Pokal gewinnen. Ab der Saison 2015/16 konnte er sich einen Stammplatz erkämpfen, woraufhin der Vertrag des 21-Jährigen in den Highlands bis 2019 verlängert wurde. Im April 2019 unterschrieb er einen Vorvertrag beim FC Motherwell, der ab der neuen Saison 2019/20 laufen wird. Dort spielte er zwei Jahre und wechselte dann weiter zum FC Kilmarnock. Dieser verlieh ihn im Februar 2022 an den Zweitligisten Dunfermline Athletic

### Nationalmannschaft
Liam Polworth spielte von August 2009 bis Januar 2010 sechsmal in der schottischen U-16, für die er ein Tor erzielte. Im August 2010 gab er sein Debüt in der U-17 gegen Schweden. Bis zum Jahresende 2011 absolvierte er 12 weitere Spiele in dieser Altersklasse. Für die U-21 spielte Polworth einmal im Jahr 2016 gegen Nordirland.

## Erfolge
- Schottischer Pokalsieger: 2015
- Scottish League Challenge Cup: 2018